# Генерални щати (Франция)
Генералните щати (на френски: États généraux) са периодично събиране на представители на съсловията (или щати (на френски: États) за обсъждане на общи въпроси от законодателството и облагането с данъци във Франция от XIV до XVIII век. Названието им означава „Общо събрание“, тоест събрание на представители на съсловията от всички провинции в кралството, като провинциите имат своя вътрешна самостоятелност. В Генералните щати се заседава и гласува по съсловия – духовенство – само висшето; аристокрация – предимно средната, тъй като херцозите и графовете считат, че са над това; и трето съсловие – представители на градските съвети, кметове на градове и на селски общини, ръководители на еснафи. Свикват се и се разпускат от краля, но реално нямат голяма власт (не могат да се сравняват с английския парламент ).
Тяхната роля се променя с времето. Генералните щати са свикани за пръв път през 1302 г. от Филип IV по време на конфликта му с римския папа Бонифаций VIII във връзка с облагането на духовенството с допълнителни данъци. Чрез тях кралят се стреми да си осигури подкрепата на нацията за изпълнението на външната политика. Този факт има значение, тъй като именно чрез Генералните щати кралят и градските представители съумяват да координират действията си против аристокрацията. От самото начало щатите се формират като орган, който може да определя данъците в кралството, което им дава голяма власт и кралете често се принуждават да ги свикват, за да се снабдят с пари, но по време и след Стогодишната война короната изработва механизъм за самостоятелно събиране на данъците, което я прави независима от всякакви представителни органи. Поради това през XV и XVI век те се свикват рядко и умишлено нередовно и то по-скоро по инициатива на губещата силите си аристокрация. За последен път в процеса на засилването на кралската власт са свикани през 1614 г. при Луи XIII, след което кралете придобиват достатъчно сила, за да прекъснат напълно съществуването им.

## В навечерието на Френската революция
Едва през май 1789 г. Генералните щати са свикани отново в опит да се подобри тежкото положение на кралските финанси. В кралския указ, с който ги свиква в края на януари 1789 г., Луи XVI призовава верните си поданици „да бъдат преодолени всички трудности, в които сме изпаднали по отношение на нашето финансово състояние ... и да [го] уведомяват за желанията и оплакванията на нашия народ“. В резултат са събрани общо 60 000 тетрадки с жалби. Традиционно тези специални тетрадки се изготвят колективно от представители на трите съсловия, като за целта дори се използват образци, особено в селските райони. Най-общо се изразява привързаност към монархията, вяра в краля, всеобщо желание за подобряване на условията на живот и многобройни критики срещу политическата система. Има искания за опростяване на правосъдната система и за реформиране на данъчната система. В тетрадките се наблюдава подкрепа и от трите съсловия за идеята, че Генералните щати трябва да настояват за въвеждането на конституция. Всеобщо и непоклатимо е искането за повече равенство в данъчното облагане:с. 32 – 33
Третото съсловие ненавижда ангарията, наложена на най-нисшите слоеве, както и монопола на благородниците върху лова и други привилегии. Неговото основно искане е равенство пред закона – недискриминационна данъчна система, която да не опрощава плащането на данъци от страна на аристокрацията и духовенството:с. 32 – 33. Кралският указ от края на януари 1789 г. посочва удвоен брой представители на третото съсловие и тези депутати са твърдо решени да не се ограничават само със съвещателни функции, а да предложат коренни реформи. Още през юни традиционната структура на провеждането на заседания на Генералните щати се разпада, като на 17 юни 1789 г. третото съсловие обявява, че създава Национално учредително събрание, което на практика поставя началото на Френската революция. Учредителното събрание работи от 9 юли 1789 до 30 септември 1791 г. и приема първата конституция на Франция, с която страната е обявена за конституционна монархия.